# لن دوکومین
لن دوکومین (انگلیسی: Len Duquemin; ۱۷ ژوئیهٔ ۱۹۲۴ – ۲۰ آوریل ۲۰۰۳) بازیکن فوتبال اهل بریتانیا بود.
از باشگاه‌هایی که در آن بازی کرده‌است می‌توان به باشگاه فوتبال رومفورد، باشگاه فوتبال تاتنهام هاتسپر، باشگاه فوتبال کولچستر یونایتد، و باشگاه فوتبال بدفورد تاون اشاره کرد.